# Cyril Barthe
Cyril Barthe (født 14. februar 1996 i Sauveterre-de-Béarn) er en cykelrytter fra Frankrig, der kører for Fejl i Modul:Cykelhold: Wikidata-entitet ikke angivet..